# 扎頓斯克區

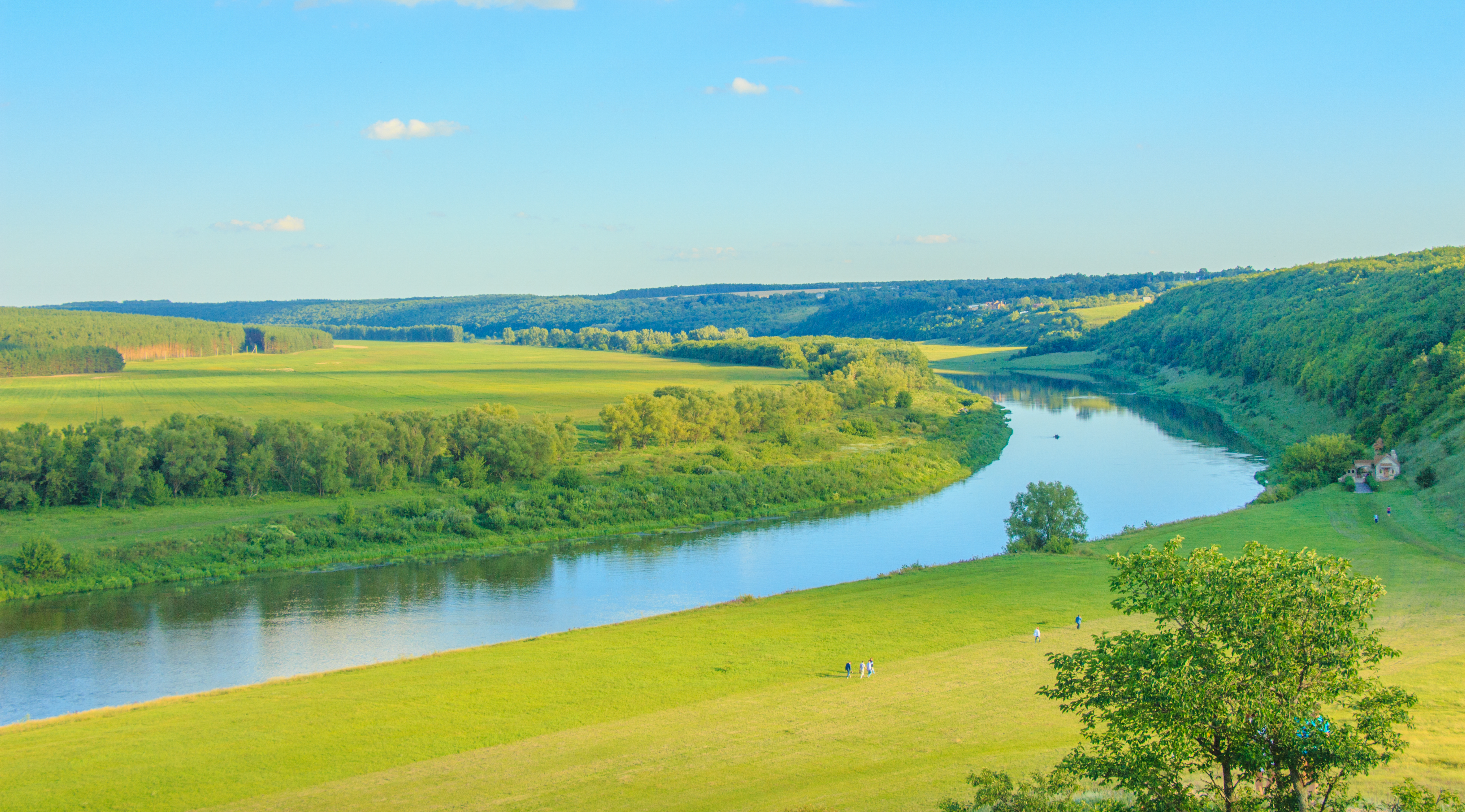

52°23′N 38°55′E / 52.383°N 38.917°E
扎頓斯克區（俄语：Задонский район），是俄羅斯的一個區，位於該國西部，由利佩茨克州負責管轄，面積1,503平方公里，2010年該區人口34,959，人口密度每平方公里23.26人。